# 120 mm Rheinmetall
Il Rheinmetall da 120 mm è un cannone da carro armato ad anima liscia progettato e prodotto dalla Rheinmetall tedesca.
Esiste in due versioni: la L44 e la L55.

## L44
La canna ha un calibro di 120 mm, ed una lunghezza totale di 44 calibri (5.28 m). Il peso della canna raggiunge i 1.190 kg mentre tutto il sistema d'arma raggiunge i 3.780 kg.
È anche prodotto su licenza dalla General Dynamics e utilizzato nelle Forze Armate americane con la designazione di M256.
L'L44 è stato superato dall'L55, che grazie al metro di lunghezza in più permette di avere una maggiore velocità iniziale.

### Munizionamento
L'L44 ha la possibilità di sparare un'ampia gamma di proiettili, e mentre la maggior parte di loro sono per l'impiego anticarro possono essere utilizzati con buoni risultati anche contro altri bersagli. L'L44 oggi può sparare i seguenti tipi di proiettili:
- Penetratore a energia cinetica (APFSDS, cioè perforante anticarro, stabilizzato da alette, con abbandono d'involucro): tipo di proiettile che utilizza un dardo d'uranio (DU) (in servizio presso l'US Army e altri, ma non la Bundeswehr) o tungsteno per perforare la corazza di un carro nemico attraverso l'energia cinetica. La versione americana, la famosa M829A1, è stata sperimentata per la prima volta nel Golfo con devastanti risultati contro i carri armati iracheni, tanto che alcuni equipaggi di M1 Abrams statunitensi l'hanno soprannominata "silver bullet".
- High Explosive Anti-Tank (HEAT, cioè esplosivo ad alto potenziale anticarro): granata con testata a carica cava, efficace sia contro veicoli pesantemente corazzati che con quelli leggermente blindati.
- Multi-Purpose Anti-Tank (MPAT, cioè anticarro multiuso): proiettile HEAT con spoletta di prossimità per ingaggiare aeromobili a volo basso e lento, come gli elicotteri.
- Canister: granata riempita di sfere al tungsteno che agisce come un grande fucile a pallettoni, efficace contro edifici, fanteria trincerata e veicoli con corazza leggera.
- High-Explosive Fin-Stabilized (HE-FS, cioè granata ad alto potenziale stabilizzata da alette): granata con spoletta di prossimità per l'utilizzo contro velivoli bassi e lenti, ma anche dall'aria contro i carri, penetrando nella corazza superiore e del retro.

### Utilizzo

#### Produttori principali
Germania
- Leopard 1: soltanto per uso sperimentale.
- Leopard 2: sino alla versione 2A4.

 Stati Uniti
- M1A1/M1A2 Abrams: versione prodotta su licenza M256.

#### Produttori su licenza
Giappone
- Type 90: L44 prodotto su licenza.

 Egitto
- M1A2 Abrams, e in futuro gli M1A2 SEP.

 Corea del Sud
- K1A1: equipaggiato con il KM256, versione su licenza dello statunitense M256, costruito dalla World Industries Ace Corporation.

 Israele
- Merkava Mk. III e IV: originariamente importato, quindi prodotto su licenza con modifiche dalla Israel Military Industries. Sono chiamati MG251 (Merkava Mk. III) e MG253 (Merkava Mk. IV).

## L55

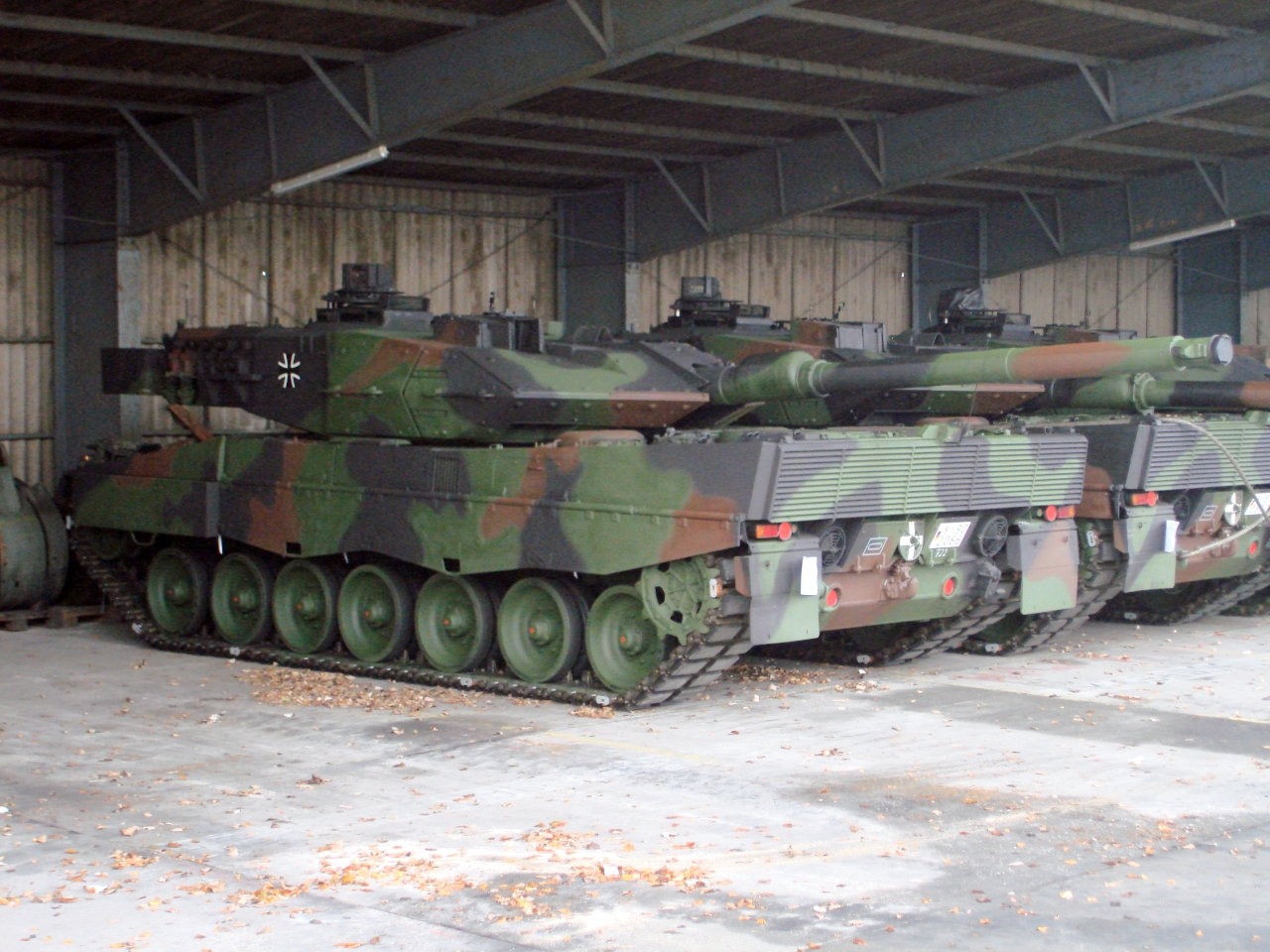
Due Leopard 2A6 della Bundeswehr con l'L55

Il Rheinmetall L55 è un cannone da carro ad anima liscia da 120 mm progettato e prodotto sempre dalla Rheinmetall. La canna ha una lunghezza di 55 calibri (L55), oppure di 6.6 m. Il peso della canna è di 1.374 kg (2.970 libbre) e quello complessivo di 4.160 kg (9.170 libbre).
L'L55 è il successore dell'L44. Ha una lunghezza del 25% superiore, quindi più pesante, ma con un'altissima velocità iniziale di 1.750 m/s quando utilizza i proiettili che fanno ricorso all'energia cinetica. Grazie alla lunghezza e velocità iniziale superiore, L55 possiede elevate capacità di penetrazione e un raggio superiore rispetto al predecessore.
Teoricamente, ogni carro con in dotazione un cannone da 120mm L44 dovrebbe avere la possibilità di utilizzare l'L55, comprese le vecchie versioni del Leopard 2 e dell'M1A1/A2 Abrams. In pratica, tuttavia, è parecchio costoso cambiare cannone con L55, e le performance, nonostante siano superiori, non ne giustificano il cambio. Si preferisce perciò tenere i carri già prodotti con L44 e investire i soldi in sviluppo di munizioni cinetiche e cannoni sempre migliori.

### Utilizzo
Germania
- Leopard 2A6

 Spagna
- Leopard 2E

 Grecia
- Leopard 2 HEL